# Corythoichthys
Corythoichthys är ett släkte av fiskar. Corythoichthys ingår i familjen kantnålsfiskar.
Kladogram enligt Catalogue of Life:
| Corythoichthys | \| \| Corythoichthys amplexus \| \| \| \| \| \| Corythoichthys benedetto \| \| \| \| \| \| Corythoichthys flavofasciatus \| \| \| \| \| \| Corythoichthys haematopterus \| \| \| \| \| \| Corythoichthys insularis \| \| \| \| \| \| Corythoichthys intestinalis \| \| \| \| \| \| Corythoichthys nigripectus \| \| \| \| \| \| Corythoichthys ocellatus \| \| \| \| \| \| Corythoichthys paxtoni \| \| \| \| \| \| Corythoichthys polynotatus \| \| \| \| \| \| Corythoichthys schultzi \| \| \| \| |
|                | \| \| Corythoichthys amplexus \| \| \| \| \| \| Corythoichthys benedetto \| \| \| \| \| \| Corythoichthys flavofasciatus \| \| \| \| \| \| Corythoichthys haematopterus \| \| \| \| \| \| Corythoichthys insularis \| \| \| \| \| \| Corythoichthys intestinalis \| \| \| \| \| \| Corythoichthys nigripectus \| \| \| \| \| \| Corythoichthys ocellatus \| \| \| \| \| \| Corythoichthys paxtoni \| \| \| \| \| \| Corythoichthys polynotatus \| \| \| \| \| \| Corythoichthys schultzi \| \| \| \| |
|                | Corythoichthys amplexus |
|                | |
|                | Corythoichthys benedetto |
|                | |
|                | Corythoichthys flavofasciatus |
|                | |
|                | Corythoichthys haematopterus |
|                | |
|                | Corythoichthys insularis |
|                | |
|                | Corythoichthys intestinalis |
|                | |
|                | Corythoichthys nigripectus |
|                | |
|                | Corythoichthys ocellatus |
|                | |
|                | Corythoichthys paxtoni |
|                | |
|                | Corythoichthys polynotatus |
|                | |
|                | Corythoichthys schultzi |
|                | |